# 王恒 (乾隆進士)
王恒（1716年—？年），字立齋，號方湖，山東省沂州府郯城縣池東社（今屬臨沂市）人，清朝政治人物。

## 生平
乾隆十二年（1747年）丁卯科山東鄉試舉人。
乾隆十三年（1748年）戊辰科第三甲第一百一十名同進士出身。選翰林院庶吉士。
十六年（1751年）五月，散館，奉旨歸班以知縣候選。
二十一年（1756年），籤分福建興化府莆田縣知縣，二十二年（1757年）到任。敕授文林郎。
二十七年（1762年），以奉養父母告歸回籍。

## 著作

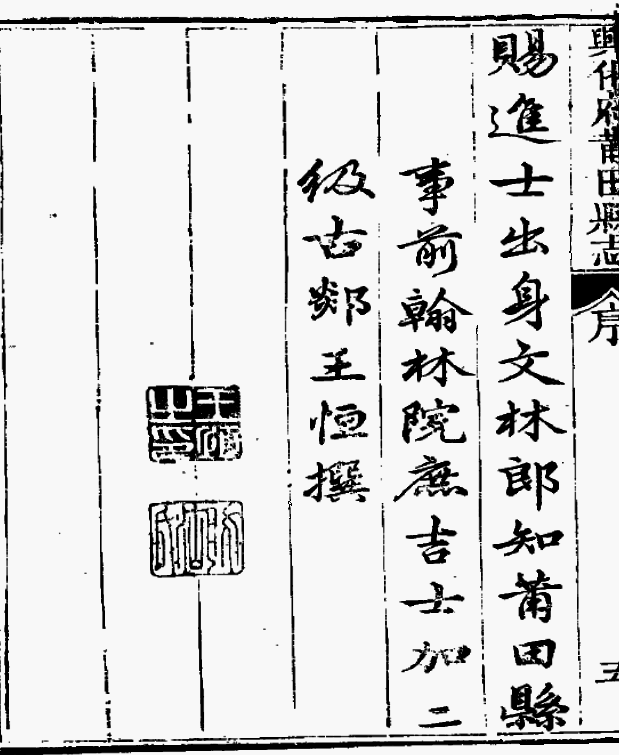
郯城縣志王恒序落款

- 〈乾隆興化府莆田縣志序〉
- 〈乾隆郯城縣志序〉